# Gaston Carlin

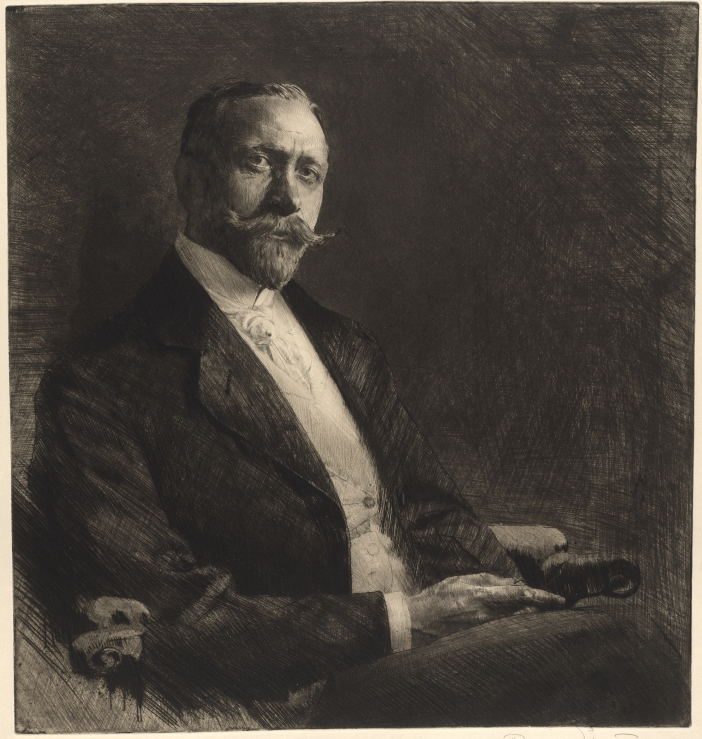
Gaston Carlin in einer undatierten Radierung von Ferdinand Schmutzer

Gaston Carlin (* 19. August 1859 in Delémont, Kanton Bern; † 13. Juni 1922 in Berlin) war ein Schweizer Diplomat, der unter anderem 1922 für einige Monate bis zu seinem Tode Gesandter im Deutschen Reich war.

## Leben
Carlin war der Sohn des Politikers und Juristen Édouard Carlin, der unter anderem Mitglied des Nationalrates sowie 1869 Präsident des Bundesgerichts war, sowie dessen Ehefrau Emilie Weissegger. Er selbst absolvierte ein Studium der Rechtswissenschaften an der Universität Bern, Universität Leipzig sowie der Universität von Paris und schloss seine Promotion zum Doktor der Rechte an der Universität Bern 1881 mit der Dissertation Niemand kann auf einen anderen mehr Recht übertragen, als er selbst hat. Insonderheit mit Bezug auf den Erwerb dinglicher Rechte an beweglichen Sachen ab. Im Anschluss wurde er 1882 Fürsprecher, trat aber bereits 1883 in den diplomatischen Dienst ein. In der Folgezeit war er an den Gesandtschaften in Italien sowie in Österreich tätig.

Delegierte zur Zweiten Haager Friedenskonferenz: Gaston Carlin ist in der vierten Spalte auffindbar

Er war zwischen 1891 und 1895 Sekretär der 1. Abteilung des Aussenministeriums, dem Eidgenössischen Politischen Departement. Danach löste er am 7. Mai 1895 Simeon Bavier als Gesandter in Italien ab und verblieb dort bis zum 30. Juli 1902, woraufhin Giovanni Battista Pioda sein Nachfolger wurde. Er selbst wiederum trat am 30. Juli 1902 die Nachfolge von Charles-Daniel Bourcart als Gesandter im Vereinigten Königreich an. Dieses Amt bekleidete er 17 Jahre lang bis zum 15. September 1919 und wurde dann durch Charles Paravicini abgelöst. Zugleich war er seit 1904 als Vertreter in den Niederlanden akkreditiert. Im Anschluss wurde er 1920 erster Gesandter in den Niederlanden und war dort bis zu seiner Ablösung durch Arthur de Pury 1922 tätig.
Zuletzt trat Carlin am 8. April 1922 die Nachfolge von Alfred von Planta als Gesandter im Deutschen Reich an. Dieses Amt bekleidete er bis zu seinem Tode knapp zwei Monate später am 13. Juni 1922, woraufhin Hermann Rüfenacht sein Nachfolger wurde.

## Veröffentlichung
- Niemand kann auf einen anderen mehr Recht übertragen, als er selbst hat. Insonderheit mit Bezug auf den Erwerb dinglicher Rechte an beweglichen Sachen, Dissertation Universität Bern, 1881